# Santuario di Santa Maria del Ponte Metauro
Il santuario di Santa Maria del Ponte Metauro è una chiesa dedicata alla Madonna. Sorge lungo la SS nº 16 in prossimità del ponte che scavalca il fiume Metauro, a circa 300 metri dalla riva sinistra nei pressi del suo sbocco nel mare Adriatico e a 2 km a sud est di Fano. È stata originariamente denominata Santa Maria di Fano, acquisendo il nuovo nome solo dopo la realizzazione del ponte sul fiume. Il pontefice Giovanni Paolo II durante la sua visita del 1984 alla città di Fano, incoronò il quadro della Madonna del Ponte nominandola protettrice dei pescatori.

## Storia
L'edificio ha origini che probabilmente precedono il XII secolo, e si presume la presenza di un'immagine raffigurante la beata Vergine col Bambino nel secolo successivo. Esso divenne il rifugio del terziario francescano beato Francesco da Montegranaro, anche detto beato Cecco da Pesaro, che vi riparò a metà del secolo XIV. Il religioso dette impulso alla costruzione del primo nucleo della chiesa e alla realizzazione del dipinto della Madonna dell'Umiltà o del Latte, affresco eseguito da Giacomo di Stefano in quella che doveva essere una cappella aperta rivolta verso la strada, così da consentire ai pellegrini la vista dell'opera pittorica.
Nel tempo le pareti della chiesa videro il susseguirsi di dipinti di pregio. Un affresco notevole risalente alla fine del XIV secolo – probabile opera di un artista locale legato ai canoni della scuola riminese – rappresenta l'Ultima Cena. Nella prima metà del XV secolo venne collocato sull'altare maggiore un interessante polittico dipinto da due maestri veneti, presumibilmente Michele Giambono e il cosiddetto maestro di Roncaiette. Nei primi anni del secolo XVI venne realizzato un affresco che raffigura la Madonna sul trono con il Bambino, al fianco di San Rocco, lavoro attribuito a un pittore anonimo di scuola peruginesca.
Nel 1597 fu fatta costruire una struttura in pietra per accogliere un tabernacolo e venne posta sotto l'affresco raffigurante la Vergine. Il campanile, inizialmente un punto di osservazione eretto nel 1486 per avvistare le scorrerie dei Turchi , fu ricostruito con la sagoma di una torre merlata dopo il crollo dovuto al terremoto del 1930, anno in cui altri restauri interessarono la chiesa.

## L'edificio attuale
L'aspetto odierno risente delle opere di restauri e ristrutturazioni avvenute negli anni 1926 e 1930. L'edificio presenta un'originale pianta a T, costituita da una sola navata con volte a crociera alle estremità e a botte nella parte centrale. L'affresco della Madonna del Latte è oggi ospitato nella cappella di sinistra, e i tanti ex voto testimoniano la grande devozione per l'icona; di fronte è collocato il fonte battesimale. Il polittico del Quattrocento originariamente posto sull'altare maggiore è stato rimosso ed è ora conservato nella Pinacoteca civica di Fano, sostituito da un crocifisso in legno del 1710 scolpito dall'intagliatore Girolamo Ghirlanda.
Una lapide rievoca la visita alla chiesa di papa Giovanni Paolo II avvenuta nel 1984. La festa annuale del santuario, ancor oggi manifestazione di richiamo, ha luogo il martedì di Pasqua nella vicina pineta.